# Полудмитриевка
Полудмитриевка — деревня в Большеигнатовском районе Мордовии. Входит в состав Кучкаевского сельского поселения.

## История
Впервые упоминается в 1719 году. В «Списке населённых мест Симбирской губернии за 1863» Полудимитриевка владельческая деревня из 9 дворов в Ардатовском уезде. Названа по фамилии владельцев деревни помещиков Монаковых.

## Население
| 2002 | 2010 |
| ---- | ---- |
| 12   | ↘1   |

Национальный состав
Согласно результатам Всероссийской переписи населения 2002 года, в национальной структуре населения русские составляли 100 %.